# Reserva natural urbana de Morón
La reserva natural urbana de Morón es un espacio protegido de Castelar, provincia de Buenos Aires, Argentina. Ubicada en la intersección de las calles Prudan y Arena, en Castelar sur, es un espacio de 14,5 hectáreas creado en interacción y equilibrio con el ambiente para preservar parte de la diversidad biológica nativa, proteger paisajes típicos, reconstruir la memoria ambiental y crear lugares de recreación social.
Creada a partir de la ordenanza municipal N° 14101/11, la reserva natural urbana de Morón cumple dos funciones básicas. La primera, ayudar a la mitigación de inundaciones, erosión de los suelos y absorción de gases de efecto invernadero. La segunda, es su función social, por lo que cuenta con variedad de servicios y actividades para los vecinos y visitantes.

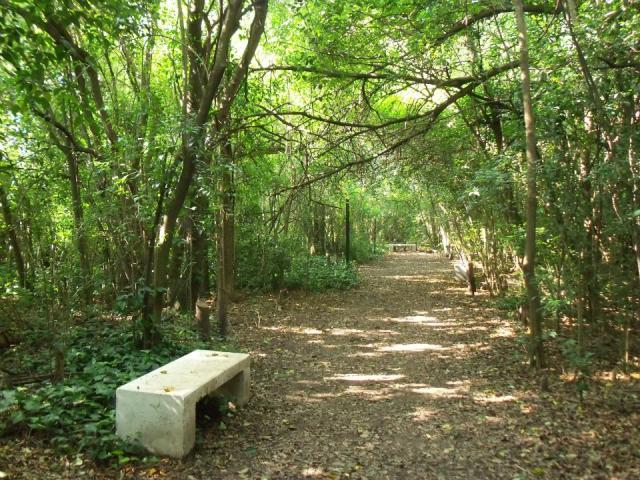
Sendero de la Reserva Natural Urbana de Morón.

## Fauna y flora
Respecto a la fauna, es posible encontrar ejemplares de chimangos, gavilanes, comadrejas, liebres, cuises, lagartos overos, culebras, variedad de insectos y anfibios.
En relación con la flora, las especies más características que se pueden encontrar son: ombúes, acacias negras, molles, chañares, algarrobos, araucarias, espinillos, laureles, robles, coronillos y timboes.

## Servicios
Cuenta con servicios gratuitos para la comunidad como las caminatas de sensibilización, talleres educativos, circuitos autoguiados, avistaje de aves y visitas guiadas, entre otras actividades que durante todo el año pueden realizar todas las personas que concurran allí.